# ذا كينغدومز أوف رون
ذا كينغدومز أوف رون (باليابانية: はめつのおうこく، بالروماجي: Hametsu no Ōkoku) هي سلسة مانغا من تأليف ورسم يوروهاشي. نشرت من قبل ماغ غاردين في مجلة غاردين كوميك الشهرية [الإنجليزية]، منذ 5 أبريل عام 2019. أنتجت إلى مسلسل أنمي من قبل استوديو يوكوهاما أنيميشن لابوتوري، عرض الأنمي في 7 أبريل عام 2023 واستمر 23ديسمبر عام 2023، وتكون من 12 حلقة.

## القصة
تدور أحداث القصة عالم كان البشر يتحالفون مع السحرة ويستخدمون السحر لمساعدة الناس. ولكن مع تطور الزمن طور البشر علمًا يمكنه في بعض أن يتفوق على السحر، أعلن إمبراطورية ريديا فجأة أن السحرة عفا عليهم الزمن وأمرت بالقضاء عليهم. قامت الساحرة كلوي بتربية بشرير يتيم اسمه أدونيس وعلمته السحر. لكن عندما تم القبض علي كلوي من قبل الإمبراطورية وإعدامها بلارحمة، تعهد أدونيس بالانتقام من البشرية.

## الشخصيات
أدونيس (باليابانية: アドニス، بالروماجي: Adonisu)
أداء صوتي: كايتو إيشيكاوا، يوكا تيرازاكي (أيام الطفولة)
دوروكا (باليابانية: ドロカ، بالروماجي: Doroka)
أداء صوتي: أزومي واكي
كلوي (باليابانية: クロエ، بالروماجي: Kuroe)
أداء صوتي: ريوكو شيرايشي
ياماتو (باليابانية: ヤマト، بالروماجي: Yamato)
أداء صوتي: كيشو تانياما
يوكي (باليابانية: ユキ، بالروماجي: Yuki)
أداء صوتي: هيكارو تونو [الإنجليزية]
شيروساغي (باليابانية: シロウサギ، بالروماجي: Shirousagi)
أداء صوتي: كيشو تانياما

## وصلات خارجية
- موقع المانغا الرسمي (باليابانية)
- موقع الأنمي الرسمي (باليابانية)
- ذا كينغدومز أوف رون على موقع ANN manga (الإنجليزية)